# 302 a. C.
El año 302 a. C. fue un año del calendario romano prejuliano. En el Imperio romano se conocía como el Año del Consulado de Denter y Paulo (o menos frecuentemente, año 452 Ab urbe condita).

## Acontecimientos

### Asia Menor
- Tras su acuerdo para trabajar junto para derrotar a Antígono, Seleuco invade Asia Menor desde Babilonia, mientras que Ptolomeo ataca a Siria y Lisímaco de Tracia se mueve hacia la parte occidental de Asia Menor.
- Dócimo, el regente de Frigia, y Fénix, el strategos de Licia, abandonan a Antígono.
- El general macedonio, Filetero, cambia de alianza de Antígono al rival de Antígono, Lisímaco. A su vuelta, Lisímaco hace de Filetero guardián de la fortaleza de Pérgamo con su tesoro de unos 9000 talentos.

### Grecia
- El hijo de Antígono, Demetrio Poliorcetes ataca las fuerzas de Casandro en Tesalia. Casandro pierde sus posesiones al sur de Tesalia en favor de Demetrio. Antígono y Demetrio coronan su éxito renovando la liga panhelénica. Los embajadores de todos los estados helenos (salvo Esparta, Mesenia y Tesalia) se reúnen en Corinto para elegir a Antígono y Demetrio protectores de la nueva liga.
- Mientras Antígono intenta encerrar a sus enemigos, se hace una tregua y Demetrio debe abandonar lo ganado. Demetrio alcanza Éfeso para apoyar a su padre.
- Pirro es destronado como rey de Epiro con un alzamiento y se une a Demetrio mientras está en el exilio.

- Datos: Q80208